# Cheiramiona jocquei
Cheiramiona jocquei är en spindelart som beskrevs av Leon N. Lotz 2003. Cheiramiona jocquei ingår i släktet Cheiramiona och familjen sporrspindlar.
Artens utbredningsområde är Malawi. Inga underarter finns listade i Catalogue of Life.